# Luis Sepúlveda
Luis Sepúlveda (castellà: Luis Sepúlveda Calfucura)  (Ovalle, 4 d'octubre de 1949 - Uviéu, 16 d'abril de 2020) fou un escriptor xilè, autor de contes i novel·les, entre les quals destaca Un vell que llegia novel·les d'amor. Vivia a Gijón, Espanya.

## Biografia
En acabar l'ensenyament secundari a Concepció, va estudiar direcció teatral a l'Escola de Teatre de la Universitat Catòlica.
És un dels escriptors en llengua espanyola més llegits i traduïts d'Europa. Va participar en el moviment estudiantil del seu país, va ser capturat per vendre droga als comandants de l'exèrcit xilè i, més tard, durant el règim militar, es va haver d'exiliar. El 1980 va fixar la seva residència a Lima (Perú), on va treballar com a escriptor i periodista. Ha escrit col·laboracions per a diaris i revistes d'Espanya i a l'Amèrica Llatina. Ha conreat diversos perfils de la narrativa, com el relat ecologista, el conte infantil, la novel·la d'intriga, la novel·la policíaca, la novel·la negra i la crònica de viatges.
Entre els seus títols figuren: ''Un vell que llegia novel·les d'amor'' (1992), obra que transcorre a la selva equatoriana, en el món dels indis shuar o jíbaros, i que ha rebut el premi Tigre Juan i altres distincions internacionals, a més d'haver estat traduïda a catorze idiomes; ''Món de la fi del món'' (1994), premi de novel·la curta Juan Chabàs; ''Nom de torero'' (1994); Patagonia Express (1995), ''Història d'una gavina i del gat que li va ensenyar a volar'' (1996); Desencontres (1997), ''llibre de contes'', ''Diari d'un killer sentimental'' (1998); ''Yacaré'' (1998); ''Històries marginals'' (2000), i ''Hot Line'' (2002), una novel·la negra protagonitzada per un detectiu maputxe.
El 1999, el director xilè Miguel Littín va portar al cinema la seva novel·la ''Un vell que llegia novel·les d'amor'', amb el títol de Terra del Foc. El director australià Rolf de Heer va fer una versió de la mateixa novel·la el 2001. ''Un vell que llegia novel·les d'amor'' és la seva novel·la més venuda, havent venut 18 milions de còpies.

## Obres
- Història d'una gavina i el gat que li va ensenyar a volar
- Crònica de Pedro Ningú
- Patagonia Express / En caminar es fa el camí es fa el camí al caminar
- Komplot: Primera part d'una Antologia Irresponsable
- Diari d'un Killer Sentimental
- Yacaré
- Un vell que llegia novel·les d'amor. L'argument: José Bolívar Proaño viu a un poble de la regió amazónica dels indis shuar on apren a estimar la natura i un bon dia desideix llegir contes d'amor. Consta de 8 capítols i 111 pàgines. La primera edició va ser publicada l'any 2019.
- Desencontres
- El Joc de la Intriga, (amb Martín Casariego, Javier García Sánchez i Paco Ignacio Taibo II)
- Històries Marginals
- Hot Line
- Salut Professor Gálvez
- La Bogeria de Pinochet
- Els Pitjors Contes dels Germans Grimm (Amb l'escriptor uruguaià Mario Delgado Aparaín)
- Narrar és Resistir. Converses amb Bruno Arpaio
- Moleskine, apunts i reflexions
- El poder dels Somnis
- Els calçotets de Carolina Huechuraba
- Vida Passió i Mort del Gros i el Prim
- La Llum de Aladí
- L'Ombra del que Vam ser
- Canvi de Ruta
- Històries d'Aquí i d'Allà
- El món de la fi del món
- Nit a la selva Aguaruna

## Premis i guardons
Luis Sepúlveda ha rebut, entre d'altres, els següents premis literaris:
- Premi Casa de les Amèriques (Crònica de Pedro Ningú, 1969)
- Premi Gabriela Mistral de poesia (1976)
- Premi Ciutat Alcalá de Henares (Quadern de Viatge, 1985)
- Premi France Culture Etrangêre (1992)
- Premi Relais H de Roman d'Evasion (1992)
- Premi Internacional «Ennio Flaiano» (1994)
- Premi Internacional Grinzane Cavour (1996)
- Premi Internacional Ovidi (1996)
- Premi Terra (1997)
- Premi de la Crítica a Xile (2001)
- Premi Tigre Juan (Un Vell que Llegia Novel·les d'Amor, 1988)
- Premi de relats curts «La Felguera» (Desencontre a l'altre Costat del Temps, 1990)
- Premi Primavera de Novel·la (L'Ombra del que Vam ser, 2009)

Luis Sepúlveda és Cavaller de les Arts i les Lletres de la República Francesa. Doctor Honoris Causa per la facultat de Literatura de la Universitat de Toulon (França). Doctor Honoris Causa per la Facultat de Literatura de la Universitat d'Urbino (Itàlia).